# Gangsters (film 1932)
Gangsters (The County Fair) è un film del 1932 diretto da Louis King. Ambientato in Kentucky, nel mondo dell'ippica, è interpretato da Hobart Bosworth, Marion Shilling, Ralph Ince.
Prodotto dalla Trem Carr Pictures, negli Stati Uniti fu distribuito dalla Monogram che lo fece uscire nelle sale il 1º aprile 1932.

## Distribuzione
In Italia, distribuito dalla Monogram Pict., il film ottenne il visto di censura numero 27639 nel gennaio 1933.